# Adenia acuta
Adenia acuta är en passionsblomsväxtart som beskrevs av De Wilde. Adenia acuta ingår i släktet Adenia och familjen passionsblomsväxter. Inga underarter finns listade i Catalogue of Life.